# Chevrolet 1B
Der Chevrolet 1B war ein Personenkraftwagen. Er wurde gebaut
- 1972 als Nomad Station Wagon,
- 1976–1985 und 1994–1996 als Impala und
- 1976–1996 als Caprice / Caprice Classic.